# Melitaea rothschildi
Melitaea rothschildi är en fjärilsart som beskrevs av Romanoff. Melitaea rothschildi ingår i släktet Melitaea och familjen praktfjärilar. Inga underarter finns listade i Catalogue of Life.